# Thái Bình, Đài Trung

Vị trí tại Đài Trung

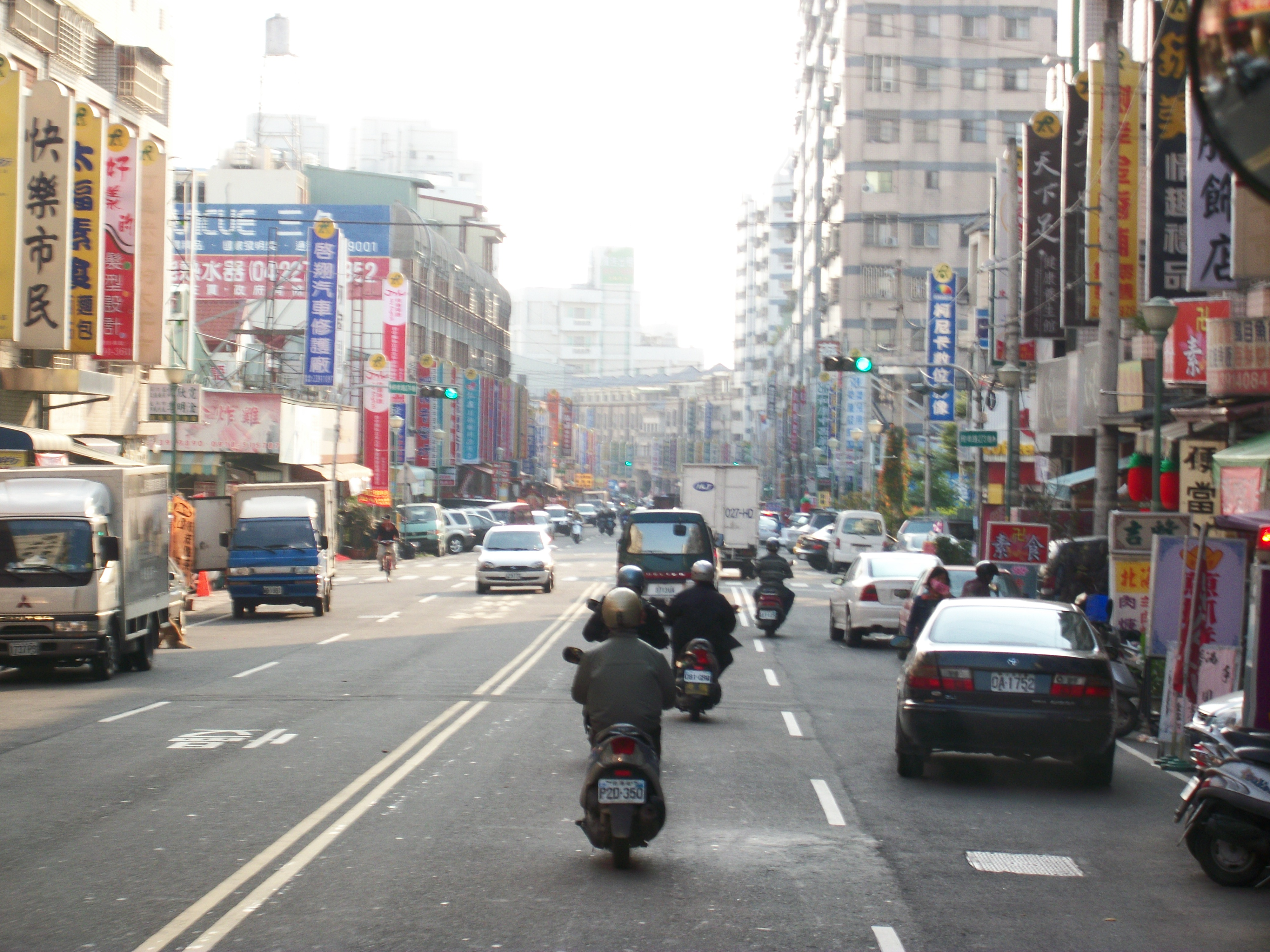
Khu vực đô thị của Thái Bình

Thái Bình (tiếng Trung: 太平區; bính âm: Tàipíng qū) là một khu (quận) của thành phố Đài Trung, Trung Hoa Dân Quốc (Đài Loan). Hầu hết diện tích của quận là đồi núi, 95% dân số quận tập trung ở khu vực phía tây giáp với khu vực đô thị của thành phố. Các sản phẩm nông sản chính của quận là các loại hoa quả như vải, nhãn chuối và đặc biệt là nhót tây, ngoài ra còn có các loại rau quả cung cấp cho khu vực đô thị của thành phố. Quận có diện tích 120,7473 km², dân số vào tháng 8 năm 2011 là 173.824 người trong 55.294 hộ gia đình,, mật đô cư dân đạt 1439,6 người/km²